# 10032 Hans-Ulrich
A 10032 Hans-Ulrich (ideiglenes jelöléssel (10032) 1981 RF7) a Naprendszer kisbolygóövében található aszteroida. Schelte J. Bus fedezte fel 1981. szeptember 3-án.

## Kapcsolódó szócikk
- Kisbolygók listája (10001–10500)